# Sami Blood
Sami Blood (Sameblod) è un film del 2016 scritto e diretto da Amanda Kernell, basato su un cortometraggio del 2015 anch'esso scritto e diretto dalla stessa cineasta.

## Trama
Christina è una donna anziana che, con il figlio Olle e la nipotina Sanna, torna al suo paese d'origine per assistere al funerale della sorella. Non vorrebbe andarci: infatti lei è di origine sami, ma detesta la sua gente. Poco dopo il funerale, chiede al figlio di andarsene subito, ma lui risponde che partiranno il giorno dopo, e le propone di alloggiare momentaneamente in casa della sorella defunta, ma Christina insiste nel dormire in un hotel. Christina ripensa alla sua gioventù nella comunità sami, quando il suo nome era Elle-Marja e conciava la pelle delle renne assieme alla sorella minore Njenna. Le due sorelle vengono iscritte ad un collegio per soli sami, dove gli viene imposto il divieto di parlare la loro lingua madre, pena severe punizioni corporali. Elle-Marja, rispetto alla sorella Njenna, sembra più disposta a seguire le regole.
Un giorno, l'insegnante Christina Lajler presenta tre medici venuti per prendere letteralmente le misure degli studenti sami e fotografarli nudi, nell'ambito di uno studio scientifico. Mentre torna a casa, Elle-Marja viene aggredita da dei ragazzi, uno dei quali le sottrae il coltello del padre e le sfregia l'orecchio sinistro, marchiandola come una renna. Una sera, Elle-Marja prende un abito della sua insegnante e si reca ad una festa; lì viene invitata a ballare da un giovane soldato svedese, Niklas, col quale si bacia. Njenna trova la sorella, la quale tuttavia finge di non conoscerla e la insulta, sperando che le persone lì presenti non la scambino per sami; viene però scoperta da una sentinella della scuola e trascinata via, in preda alla vergogna. Come punizione, viene frustata sulla schiena.
Elle-Marja dice all'insegnante di voler studiare a Uppsala, ma l'insegnante le risponde che non è allo stesso livello dei ragazzi svedesi, affermando che i referti dei medici hanno stabilito che i sami non sono fatti per la vita di città, e che sono poveri d'intelletto. Elle-Marja decide di scappare, e Njenna le rinfaccia d'essere egoista e indesiderata. Elle-Marja assume un altro nome (Christina, come la sua insegnante), e prende un treno per Uppsala, dove abita Niklas; viene accolta dai suoi genitori, Elise e Gustav, che durante la cena le pongono varie domande, alle quali risponde mentendo. La sera, Niklas torna a casa e si mette a parlare con Elle-Marja, che gli chiede se può rimanere per un paio di giorni, e lui acconsente, dopodiché si baciano e hanno un rapporto sessuale. La mattina seguente, Elle-Marja sente i genitori di Niklas dirgli che sarebbe meglio che lei andasse altrove, meglio se dalla sua famiglia, menzionando esplicitamente i sami. Niklas è quindi costretto a dirle che non può rimanere.
Elle-Marja inizia la sua nuova vita studentesca. Presto riceve una lettera in cui c'è scritto che deve pagare 200 corone per due semestri. Elle-Marja si reca nuovamente a casa di Niklas, il quale sta festeggiando il suo compleanno; alcune invitate cominciano a parlarle, e una di esse le chiede se viene dalla Lapponia, visto che è lì che ha conosciuto Niklas, e se può cantare lo joik per loro. Elle-Marja, con estrema riluttanza, accetta di farlo. Se ne va in tutta fretta, ma viene raggiunta da Niklas che si dice dispiaciuto per non aver impedito la cosa. Elle-Marja gli dice senza giri di parole che le servono i soldi per pagare la retta della scuola; lui le dice di chiederlo ai suoi genitori, ma lei risponde che sono morti. Niklas però le chiede se sono morti veramente, così lei confessa che solo suo padre è morto, e che sua madre alleva le renne; poi le chiede se si chiama davvero Christina, e lei confessa di chiamarsi Elle-Marja.
Elle-Marja torna dalla sua famiglia, con l'intenzione di vendere le sue renne e quelle che suo padre le ha lasciato in eredità; sua madre dice che non hanno soldi, allora lei propone la cintura d'argento di suo padre, ma sua madre rifiuta, e le dice di stare attenta perché potrebbe diventare svedese. Chiede a sua figlia chi baderà alle sue renne, ed Elle-Marja le dice che non vuole vivere con loro, che non vuole essere un animale da circo. A quel punto, sua madre le intima di andarsene; tuttavia, il mattino seguente, insieme a Njenna, consegna a Elle-Marja la cintura d'argento del padre. Si torna al presente. Christina torna in chiesa e apre la bara della sorella, accarezzandola e chiedendole perdono, poi visita il luogo che un tempo era abitato dalla sua famiglia. Infine, fa pace con la sua identità di sami e intona un canto joik.

## Produzione
Basato su un cortometraggio del 2015 anch'esso scritto e diretto dalla Kernell, Stoerre Vaerie (che copre la parte iniziale e finale di Sami Blood), il film è stato girato in parte a Tärnaby-Hemavan, Uppsala e Stoccolma.

## Distribuzione
Presentato in anteprima al Toronto International Film Festival nel febbraio 2016, il film è stato distribuito in Italia il 30 novembre 2017.

## Riconoscimenti
- Thessaloniki International Film Festival - 2016[3]
  - Human Values Award
- Mostra internazionale d'arte cinematografica - 2016[4][5]
  - Europa Cinema Labs
  - Miglior regista esordiente
- Tokyo International Film Festival - 2016[6]
  - Premio speciale della giuria
  - Miglior attrice protagonista
- Göteborg Film Festival - 2017[7]
  - Dragon Award for Best Nordic Film
- Santa Barbara International Film Festival - 2017[8]
  - Valhalla Award for Best Nordic Film
- Premio LUX - 2017[9]
- Guldbagge - 2017
  - Miglior attrice a Lene Cecilia Sparrok
  - Migliore sceneggiatura a Amanda Kernell
  - Candidatura a migliore fotografia a Sophia Olsson